# 鸻多棘孔吸虫
鸻多棘孔吸虫（学名：Multispinotrema charadrii）为棘口科多棘孔属的动物。分布于菲律宾、俄罗斯阿穆尔省以及台湾澎湖、黑龙江等地，营寄生生活，宿主Charadrius fulvus与C.apricarius等的小肠。

## 亚种
- 少棘鸻多棘孔吸虫（学名：Multispinotrema charadrii oligospinosa），Wang于1959年命名。在中国大陆，分布于福建等地，营寄生生活，寄生于肠。该物种的模式产地在福建。[2]